# Eunice, Novi Meksiko
Eunice je gradić u okrugu Lei u američkoj saveznoj državi Novom Meksiku. Prema popisu 2000. u Euniceu živjelo je 2562 stanovnika. Kolovoza 2006. pripremljen je teren za National Enrichment Facility, tvornicu za obogaćivanje uranija, koja se služi tehnologijom Zippeove centrifuge. Vlasnik tvornice je URENCO USA. Tvornica radi od lipnja 2010.

## Zemljopis
Nalazi se na 32°26′24″N 103°9′45″W / 32.44000°N 103.16250°W (32.440005, -103.162514). Prema Uredu SAD-a za popis stanovništva, zauzima 7,6 km2 površine, sve suhozemne.

## Stanovništvo
Prema podatcima popisa 2000. u Euniceu bilo je 2562 stanovnika, 942 kućanstava i 709 obitelji, a stanovništvo po rasi bili su 71,00% bijelci, 1,09% afroamerikanci, 0,43% Indijanci, 0,12% Azijci, 24,43% ostalih rasa, 2,93% dviju ili više rasa. Hispanoamerikanaca i Latinoamerikanaca svih rasa bilo je 39,62%.

## Šport
Srednjoškolski baseball u Euniceu je osvojio 16 državnih prvenstava, po čemu se 5. u državi.

## Vanjske poveznice
- Službene stranice